# Indigofera rhodantha
Indigofera rhodantha là một loài thực vật có hoa trong họ Đậu. Loài này được Fourc. miêu tả khoa học đầu tiên.